# 전쟁과 인간
"전쟁과 인간"은 1971년에 개봉한 대한민국의 영화이다.

## 캐스팅
- 남궁원
- 박노식
- 김소라
- 장정국
- 신일룡